# Koninklijke Musea voor Schone Kunsten van België
De Koninklijke Musea voor Schone Kunsten van België (KMSKB) groeperen verschillende in Brussel gevestigde musea, waaronder:
- Oldmasters Museum
- Fin-de-Siècle Museum
- Modern Museum
- Wiertz Museum
- Meunier Museum
- Magritte Museum

## Geschiedenis
Het Museum voor Schone Kunsten opende de deuren in 1803. Waar Brusselse kunstliefhebbers voorheen hun gading zochten in kerken en private collecties, konden ze nu terecht in een publieksmuseum dat veertien zalen van het Oude Hof innam. Het was Charles de la Serna Santander, bestuurder van de in 1797 opgerichte École centrale, die het plan had opgevat om een museum uit te bouwen rond de circa 1500 werken in de depots, afkomstig uit gesloten kloosters. Guillaume Bosschaert had ongeveer honderd stukken geselecteerd voor de verzameling en was op 13 oktober 1798 officieel aangesteld tot conservator van het museum van de École centrale, dat echter beperkt toegankelijk was. Dankzij het Besluit-Chaptal kreeg Brussel in 1801 de toezegging van een regionaal museum, en het volgende jaar kwamen zelfs enkele afgevoerde werken terug uit het Louvre, waaronder een viertal Rubens. Een tweede zending van 31 schilderijen volgde in 1811, het jaar waarin de stad Brussel eigenaar werd van het museum. Vier jaar later restitueerde Lodewijk XVIII zelfs een honderdtal afgevoerde meesterwerken. Koning Willem I der Nederlanden sponsorde een uitbreiding van de collectie en liet twee vleugels bijbouwen aan het huidige Museumplein (het zogenaamde Paleis voor Nationale Nijverheid, geopend in 1830).
Na de Belgische onafhankelijkheid werd in 1835 het concept van een nationaal museum uitgewerkt. Door een overeenkomst van 31 december 1842 nam de staat de eigendom over van de stad. Drie jaar later kreeg het Musée Royal de Peinture et de Sculpture een afdeling eigentijdse kunst. Van 1862 tot 1877 verhuisde die afdeling tijdelijk naar de Academiënpaleis. De werken van de oude meesters verhuisden in 1887 uit het Oude Hof naar de Regentschapsstraat, een nieuwe bestemming gevend aan het in 1880 geopende Paleis voor Schone Kunsten van Alphonse Balat. De moderne kunst bleef nog tot 1962 in het Oude Hof, kwam tot 1978 terecht in een krappe behuizing aan het Koningsplein, en vond dan vanaf 1984 aansluiting bij de oude kunst in een ondergronds complex met lichtput, ontworpen door Roger Bastin.
Vanaf 2004 begon het museum aan een herstructureringsprogramma, met de bedoeling om de collecties beter te ontsluiten en een groter publiek te bereiken. Conservator Michel Draguet wilde verschillende collecties van federale instellingen samenbrengen en specifieke musea oprichten die een bepaalde deelcollectie beter uitlichten. In 2009 werd hiertoe overgegaan tot de oprichting van het Magritte Museum. In 2013 opende het Fin-de-Siècle Museum in de ondergrondse zalen, waar sinds 1984 het museum voor moderne kunst was gevestigd.

## Bestuur
Aan het hoofd van deze federale instelling staat een hoofdconservator die bij ministrieel besluit wordt benoemd, anno 2023 is dit een directeur-generaal.
| start | Einde | Naam                        |
| ----- | ----- | --------------------------- |
| 1821  |       | Auguste de Thysebaert       |
| 1927  | 1947  | Leo Van Puyvelde            |
| 1947  | 1957  | Paul Fierens                |
| 1957  | 1961  | Claire Janson               |
| 1961  | 1984  | Philippe Roberts-Jones      |
| 1985  | 1989  | Henri Pauwels               |
| 1989  | 2003  | Eliane De Wilde             |
| 2003  | 2005  | Helena Bussers (ad interim) |
| 2005  | 2023  | Michel Draguet              |
| 2023  | 2024  | Sara Lammens (ad interim)   |
| 2024  |       | Kim Oosterlinck             |

## Toekomstplannen

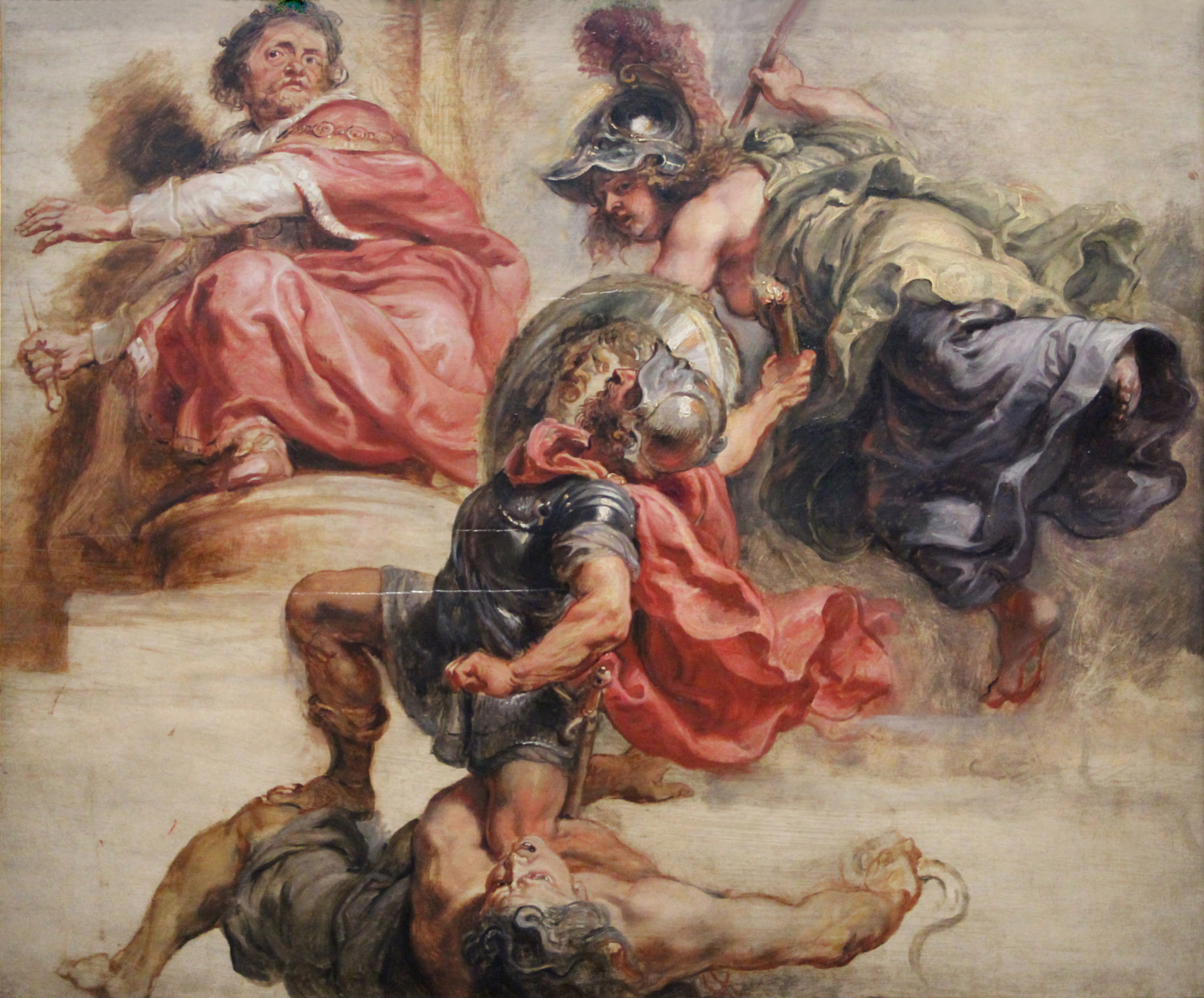
"De wijsheid houdt de tweedracht verre van de troon van Jacobus I van Engeland" (1632-1633) van Peter Paul Rubens.

Het sluiten van het museum voor moderne kunst stuitte echter op veel protest, doch dit betekende tevens het begin van de concretisering van een nieuw internationaal museum voor moderne en hedendaagse kunst op een andere locatie in Brussel. Tegen 2022 zou dit nieuwe museum moeten kunnen openen. De collectie zou bestaan uit de kunstwerken van het opgedoekte museum voor moderne kunst, uit bruiklenen van privé-verzamelaars en uit de collecties van grote bankinstellingen.

## Collectie
De collectie bestaat uit meer dan 20.000 schilderijen, beeldhouwwerken en tekeningen die de nationale en in mindere mate de internationale ontwikkelingen binnen de schone kunsten tonen sinds de veertiende eeuw tot vandaag.

### Oldmasters Museum, vroeger Museum voor Oude Kunst
In dit museum wordt een uitgebreide collectie schilderijen, beelden en tekeningen uit de 15de tot de 18e eeuw bewaard, met o.a. werken van de Vlaamse Primitieven Rogier van der Weyden, Petrus Christus, Dirk Bouts, Hans Memling, Jheronimus Bosch; verder ook Peter Paul Rubens, Jacob Jordaens en Antoon van Dyck.

### Museum voor Moderne Kunst
Dit museum werd in 2013 opgedeeld in het Fin-de-Siècle Museum en het Modern Museum, gehuisvest in een gebouw ontworpen door Roger Bastin, toont kunstwerken vanaf de geboorte van Jacques-Louis David (1748) tot nu. Deze symbolische datum verwijst direct naar het misschien wel belangrijkste werk in deze collectie: het schilderij dat David in 1793 maakte: De dood van Marat.
Er zijn veel werken van René Magritte en van andere Belgische kunstenaars zoals bijvoorbeeld Fernand Khnopff, Théo van Rysselberghe, James Ensor, Paul Gauguin, Rik Wouters, Léon Spilliaert, Constant Permeke, Paul Delvaux, Marcel Broodthaers, Panamarenko en een bekend werk van Salvador Dalí.
Een selectie van de voornaamste werken:

#### De achttiende eeuw
- Jacques-Louis David, De dood van Marat, 1793

#### De negentiende eeuw
- Edward Burne-Jones, De bruidsstoet van Psyche, 1895
- John Constable, Het strand nabij Brighton, 1826
- Gustave Courbet, De bronnen van de Loue, 1864
- Jacques-Louis David, Mars wordt ontwapend door Venus, 1824

#### De twintigste eeuw
- Josef Albers, Signaal, 1967
- Francis Bacon, De paus met de uilen, 1958
- Pierre Bonnard, Naakt bij tegenlicht, 1908
- Marcel Broodthaers, Rode kookpan met mosselschelpen, 1965
- Marc Chagall, Ik en het dorp, 1912
- Tony Cragg, Fragmenten, 1987
- Salvador Dalí, De bekoring van Sint-Antonius, 1946
- Nicolas Schöffer, Spatiodynamique 24, 1968
- George Segal, The hustle, the four-hand pass, 1980
- Léon Spilliaert, Zelfportret, 1908
- Léon Spilliaert, De dijk, 1909
- Yves Tanguy, Het vliegtuig, 1929
- Gustave Van de Woestyne, Zondagnamiddag, 1914
- Frits Van den Berghe, Zondag, 1924
- Georges Vantongerloo, Relatie, variatie, 1938
- Victor Vasarely, Kerrhon, 1954
- Rik Wouters, De fluitspeler, 1914
- Rik Wouters, De huiselijke zorgen, 1914
- Ossip Zadkine, Diana, 1937

Vanwege verbouwingswerken is er voorlopig slechts een beperkt deel van de uitgebreide collectie te zien.

### Wiertz Museum
Dit Wiertz Museum is gewijd aan Antoine-Joseph Wiertz (1806-1865), een kunstenaar uit de Belgische romantiek.

### Meunier Museum
Dit museum is gewijd aan Constantin Meunier (1831-1905), een kunstenaar uit het Belgische realisme.

### Magritte Museum
Het Magritte Museum is geopend op 2 juni 2009. Het drie verdiepingen tellende museum heeft de grootste collectie van René Magritte ter wereld.

## Bezoekersaantallen
De musea hadden in 2010 een totaal van ongeveer 715.000 bezoekers. Hiermee staat het museum in de top 100 van drukst bezochte musea ter wereld en is het het meest bezochte museumcomplex van België. Dankzij de opening van het Magritte Museum komt het aantal unieke bezoekers sinds 2009 een pak hoger uit dan voorheen. Sinds 2004 was er al een opmerkelijke stijging op te tekenen. Het Magritte Museum kreeg in 2010 zo'n 425.000 bezoekers over de vloer en is daarmee het succesvolste onderdeel van de musea.
|           | 2001    | 2002    | 2003    | 2004    | 2005    | 2006    | 2007    | 2008    | 2009    | 2010    | 2013    |
| --------- | ------- | ------- | ------- | ------- | ------- | ------- | ------- | ------- | ------- | ------- | ------- |
| Bezoekers | 312.126 | 367.168 | 302.701 | 509.147 | 499.983 | 427.377 | 463.085 | 489.855 | 712.233 | 714.360 | 661.593 |

## Tentoonstellingen
De KMSKB organiseren per jaar gemiddeld 2 grote internationale tentoonstellingen die zich zowel op oude als moderne kunst van vooral binnenlandse kunstenaars toespitsen. De laatste jaren heeft BOZAR eveneens een sterke reputatie opgebouwd inzake exposities op dit gebied.
Belangrijke tentoonstellingen in het recente verleden:
- 28.05.2013 - 13.07.2014: Sculptuur na 1945
- 12.10.2012 - 15.09.2013: Jan Fabre
- 12.10.2012 - 27.01.2013: Jordaens en de Antieken
- 11.09.2012 - 01.05.2013: Frits Van den Berghe, Constant Permeke, Gustave De Smet
- 15.10.2010 - 09.01.2011: Van Delacroix tot Kandinsky, oriëntalisme in Europa
- 26.03.2010 - 27.06.2010: Het symbolisme in België
- 23.10.2009 - 31.01.2010: Delvaux en de oudheid
- 08.05.2009 - 30.08.2009: Alfred Stevens
- 18.11.2008 - 04.01.2009: Meunier in Sevilla
- 16.05.2008 - 21.09.2008: De Britse koninklijke collectie, van Bruegel tot Rubens
- 23.11.2007 - 30.03.2008: Alechinsky van A tot Y
- 14.09.2007 - 27.01.2008: Rubens, een genie aan het werk
- 22.09.2006 - 04.02.2007: Spilliaert, een vrije geest

## Galerij

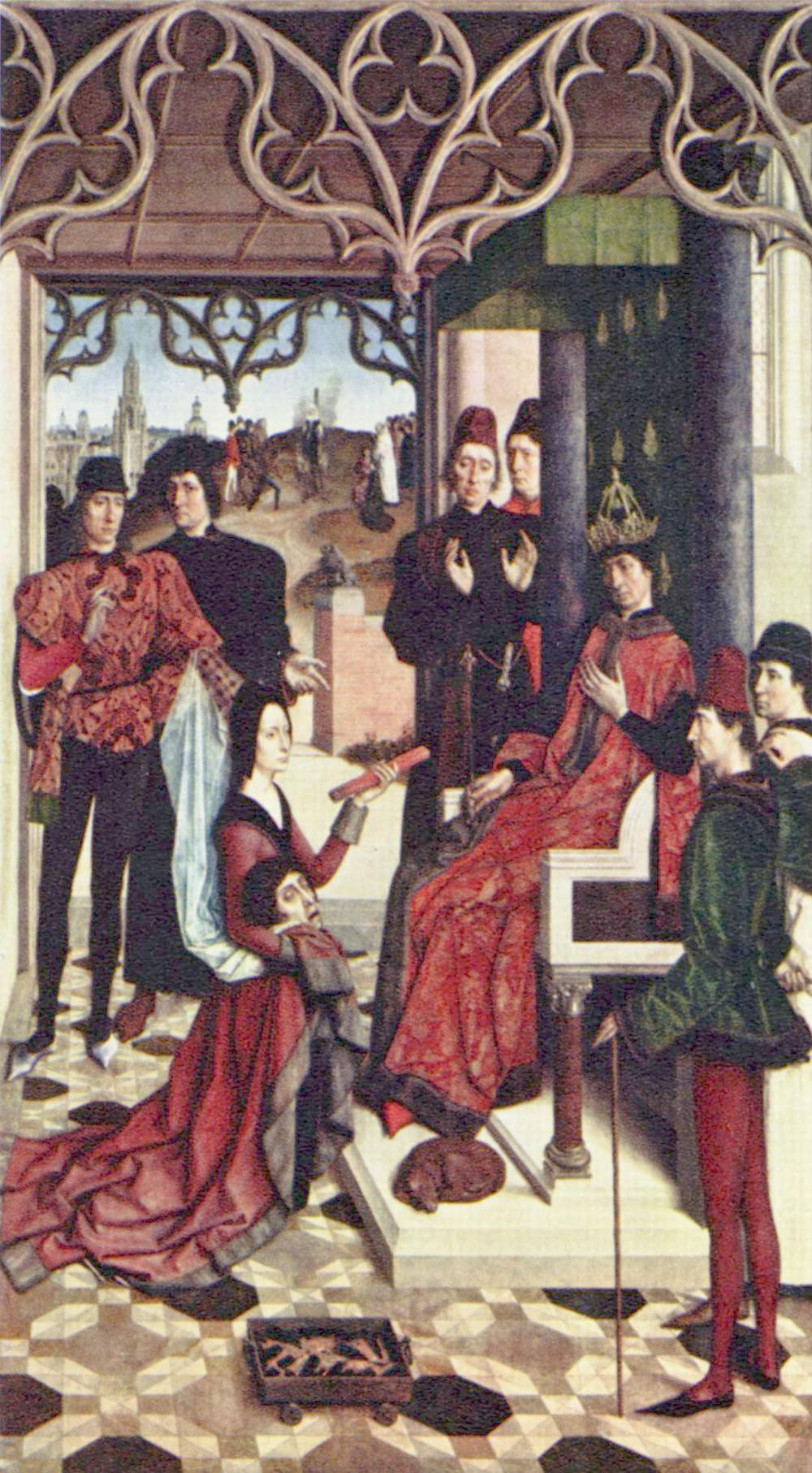
Dirk Bouts: De gerechtigheid van keizer Otto : De vuurproef
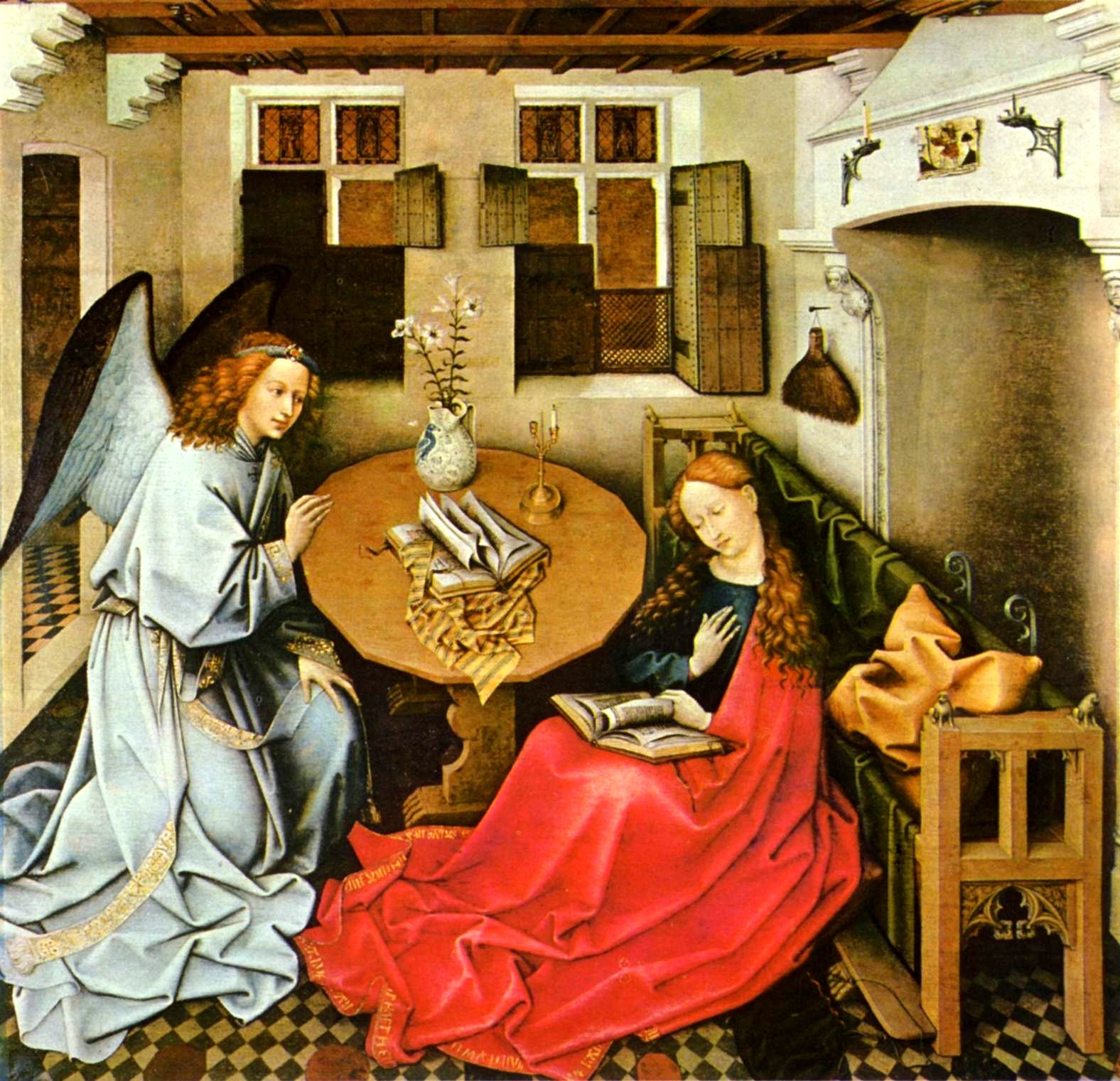
Robert Campin: De Boodschap aan Maria
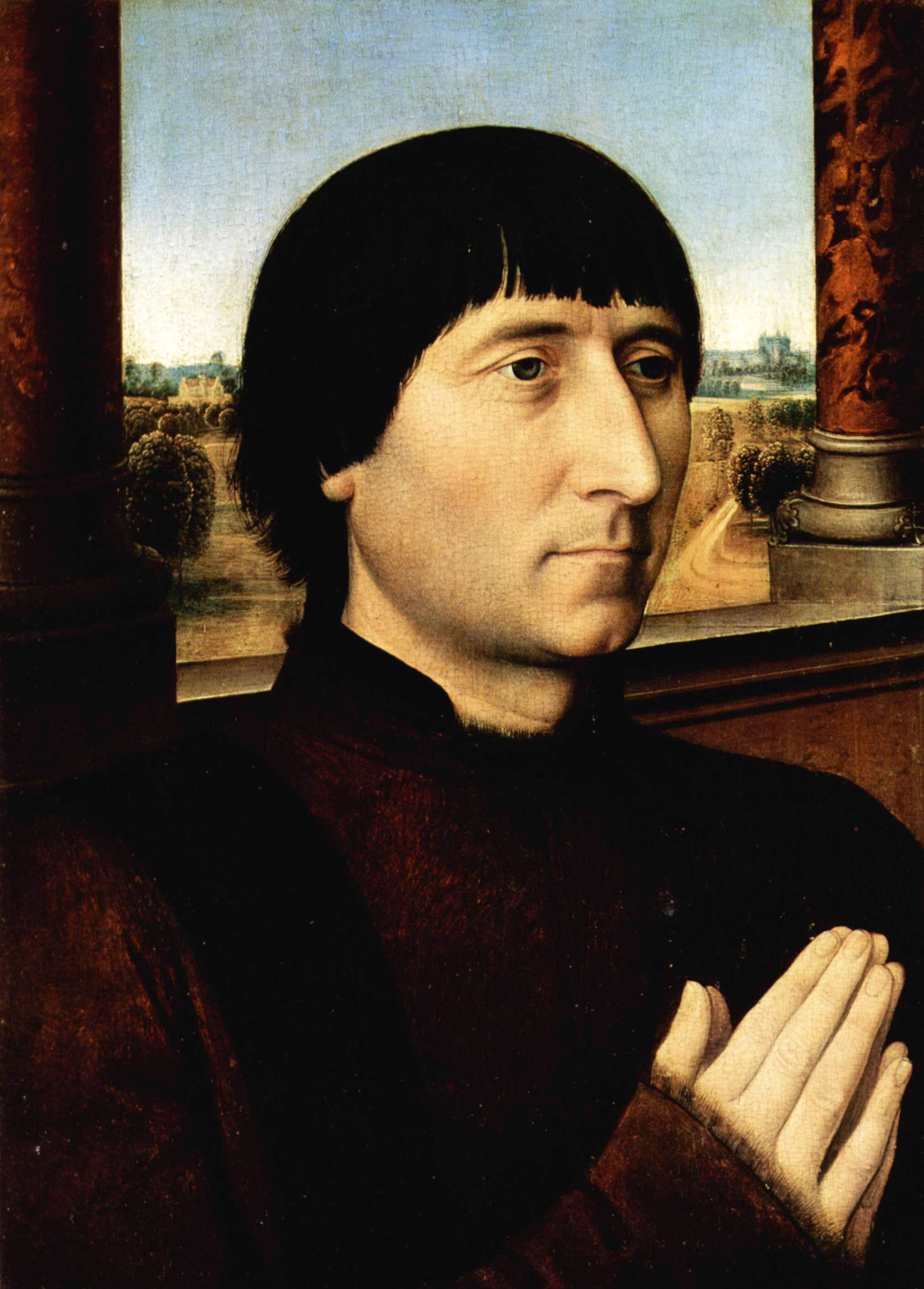
Hans Memling: Portret van Willem Moreel
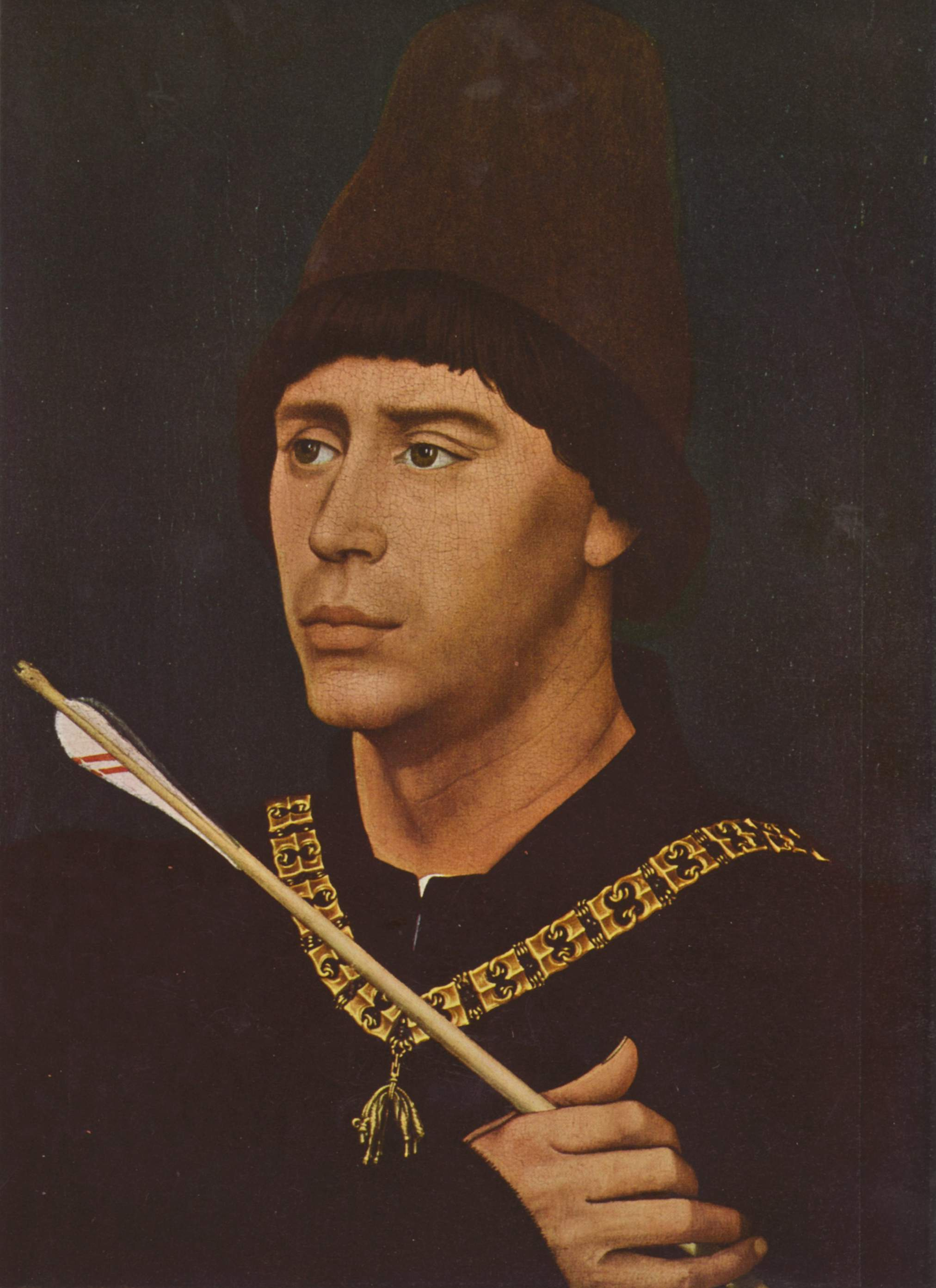
Rogier van der Weyden: Portret van Antoon van Bourgondië
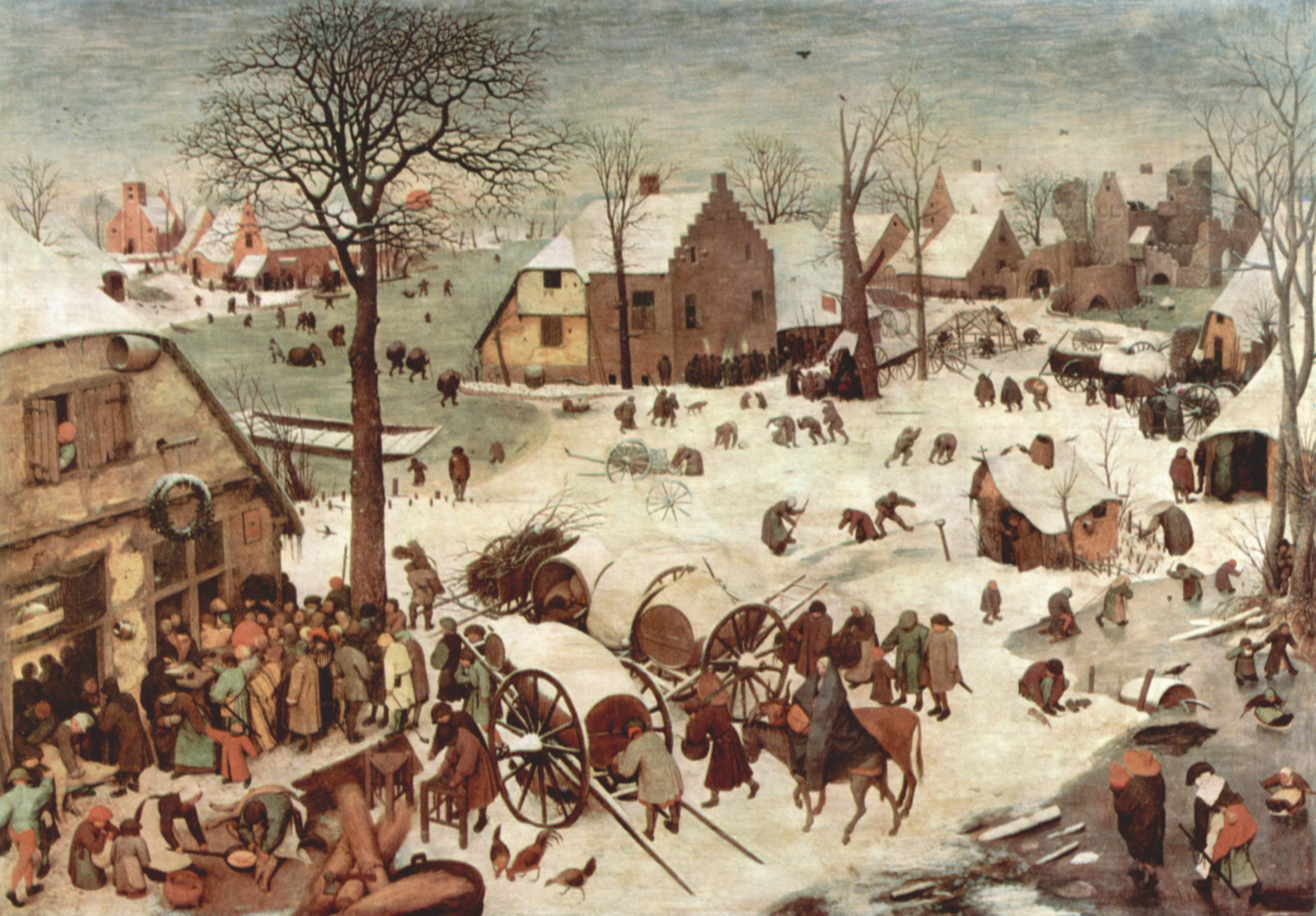
Pieter Bruegel de Oude: De volkstelling van Bethlehem
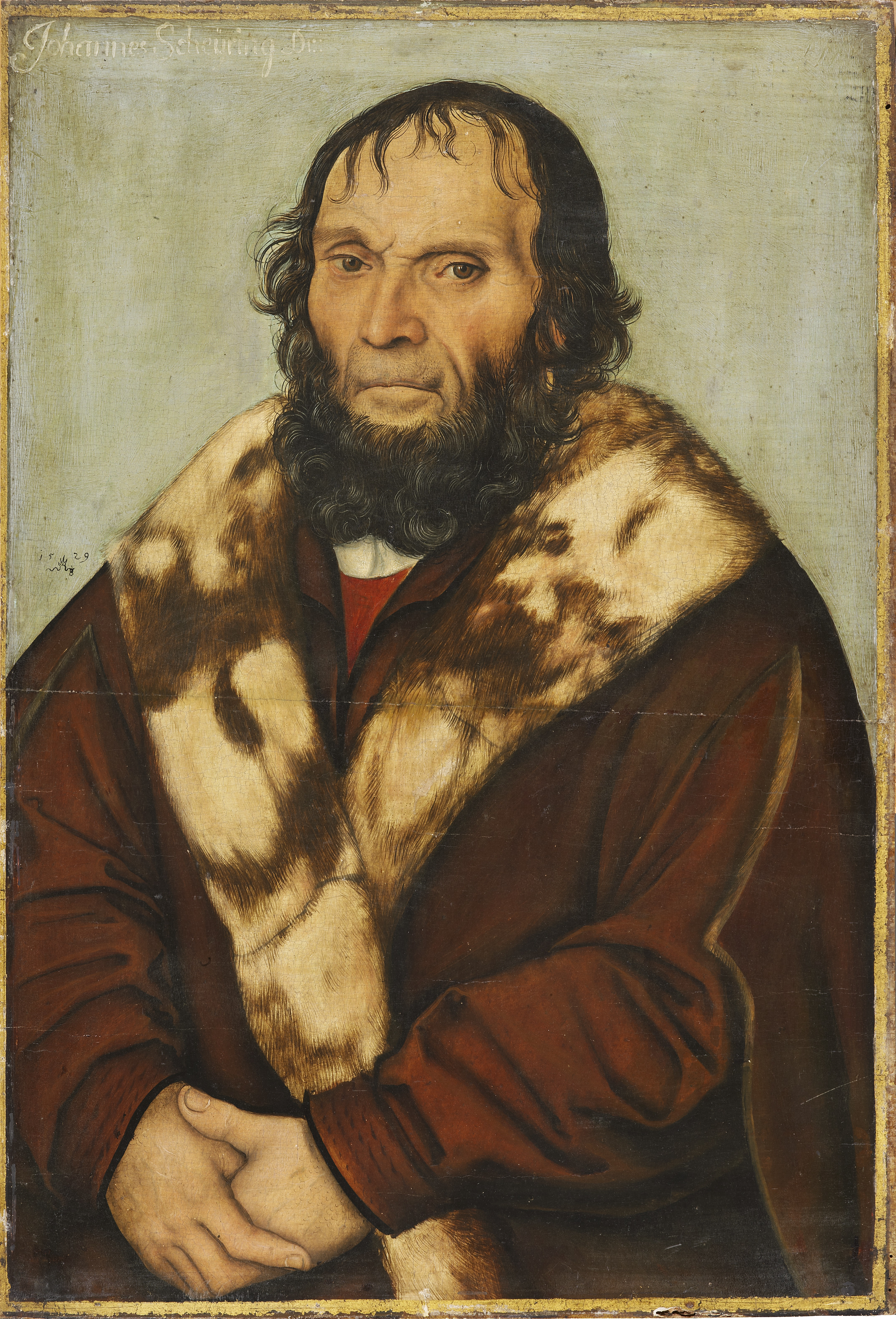
Lucas Cranach de Oude: Portret van Dr. Scheyring
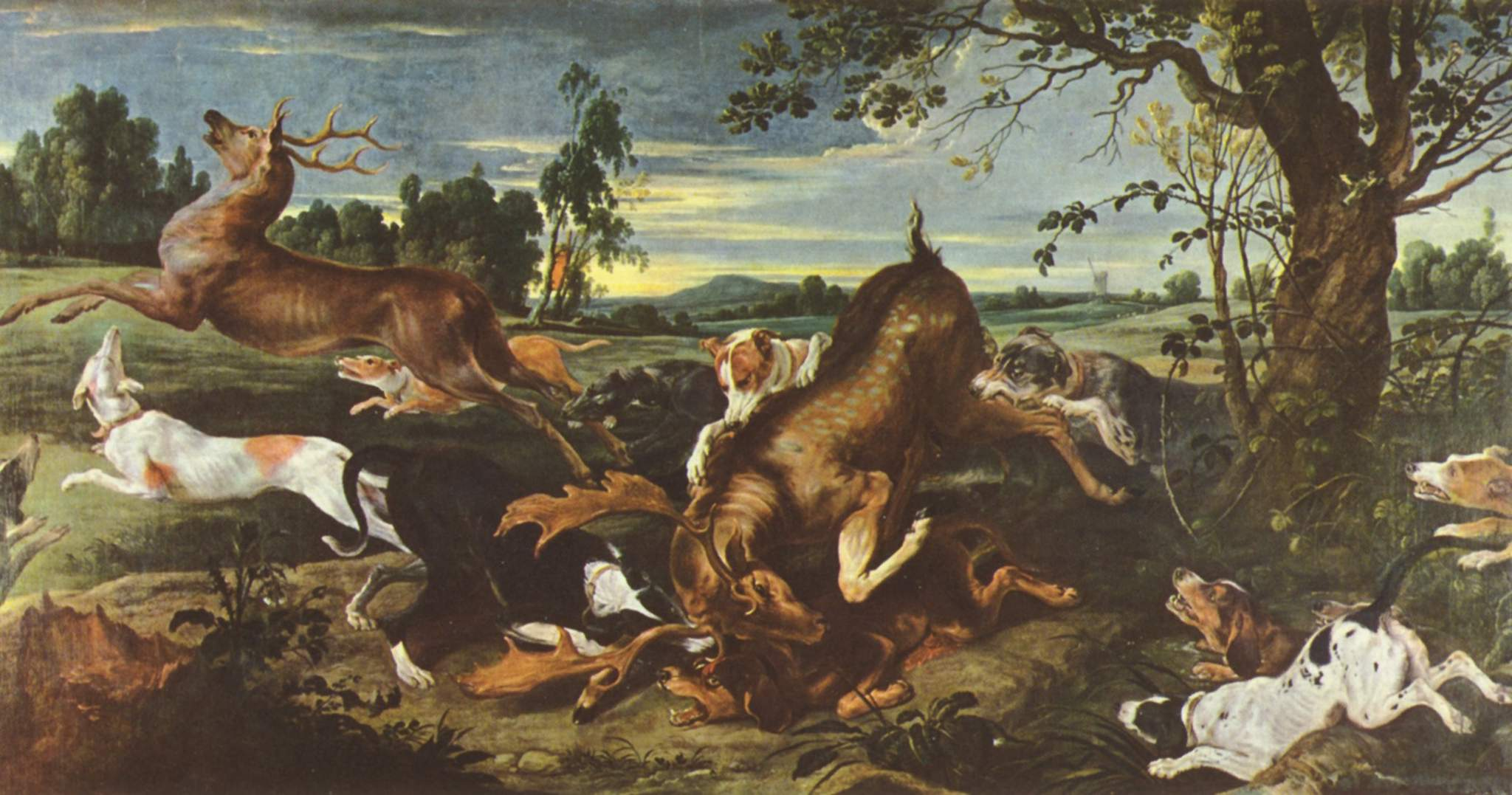
Frans Snyders: Hertenjacht
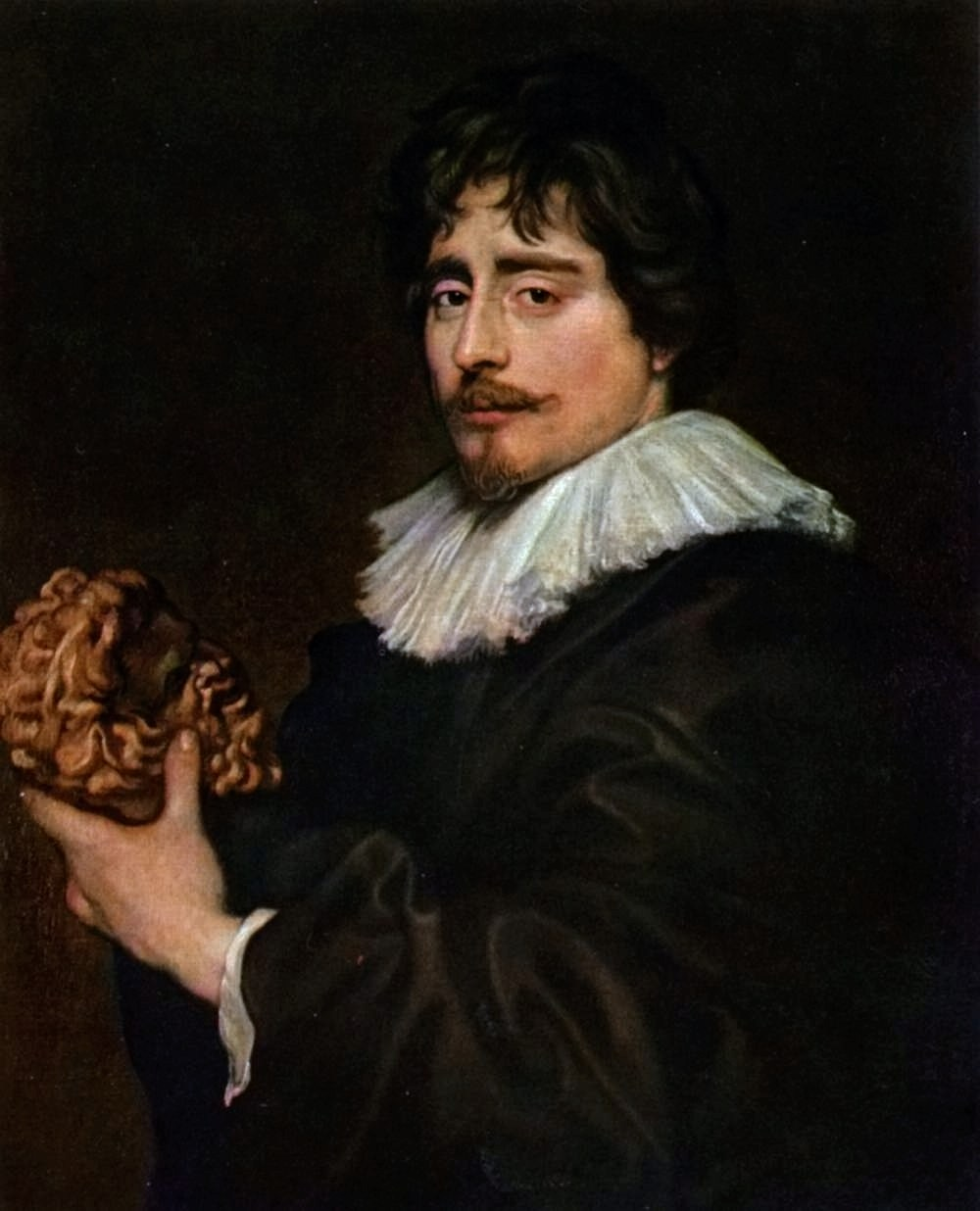
Antoon van Dyck: Portret van de beeldhouwer François Duquesnoy
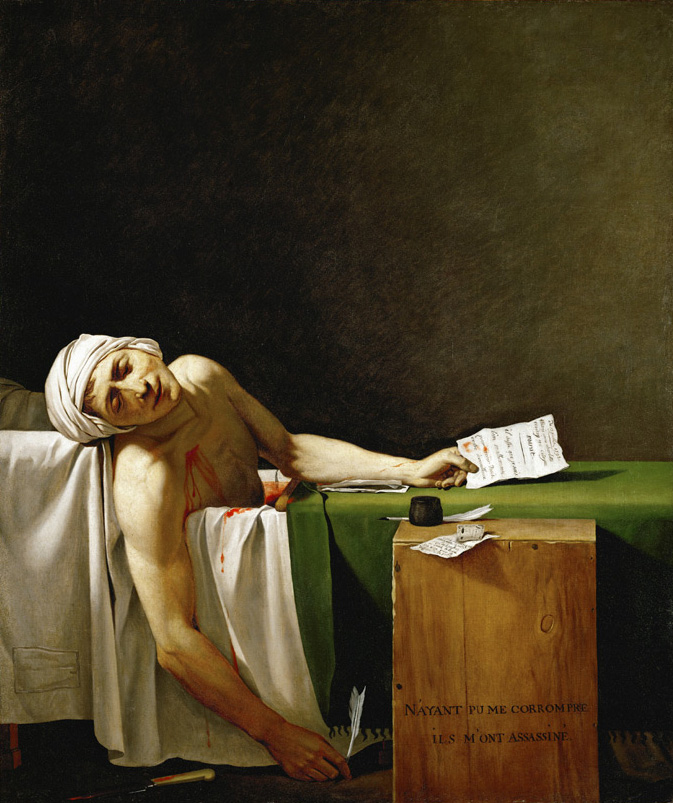
Jacques-Louis David: De dood van Marat
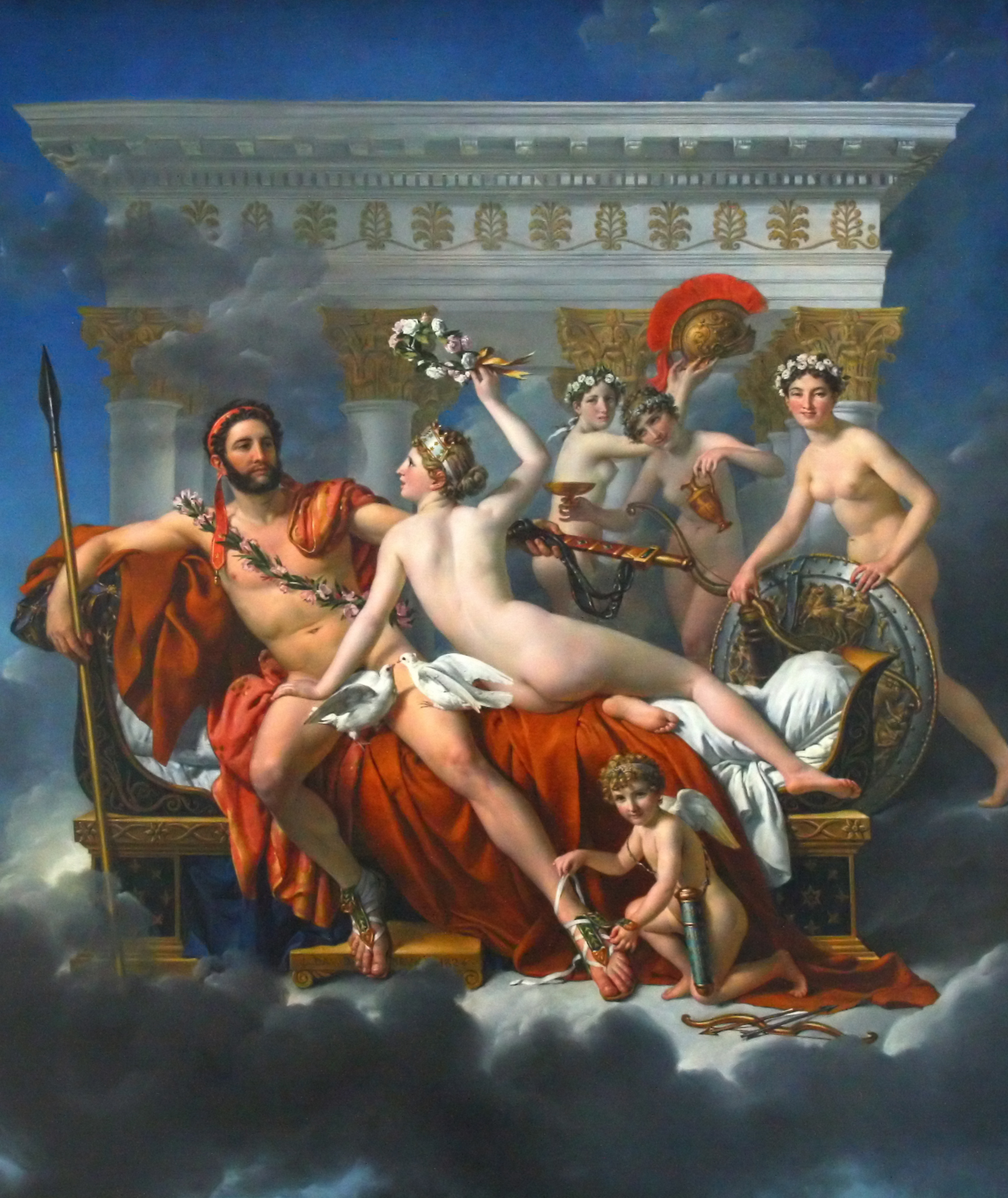
Jacques-Louis David: Mars ontwapend door Venus
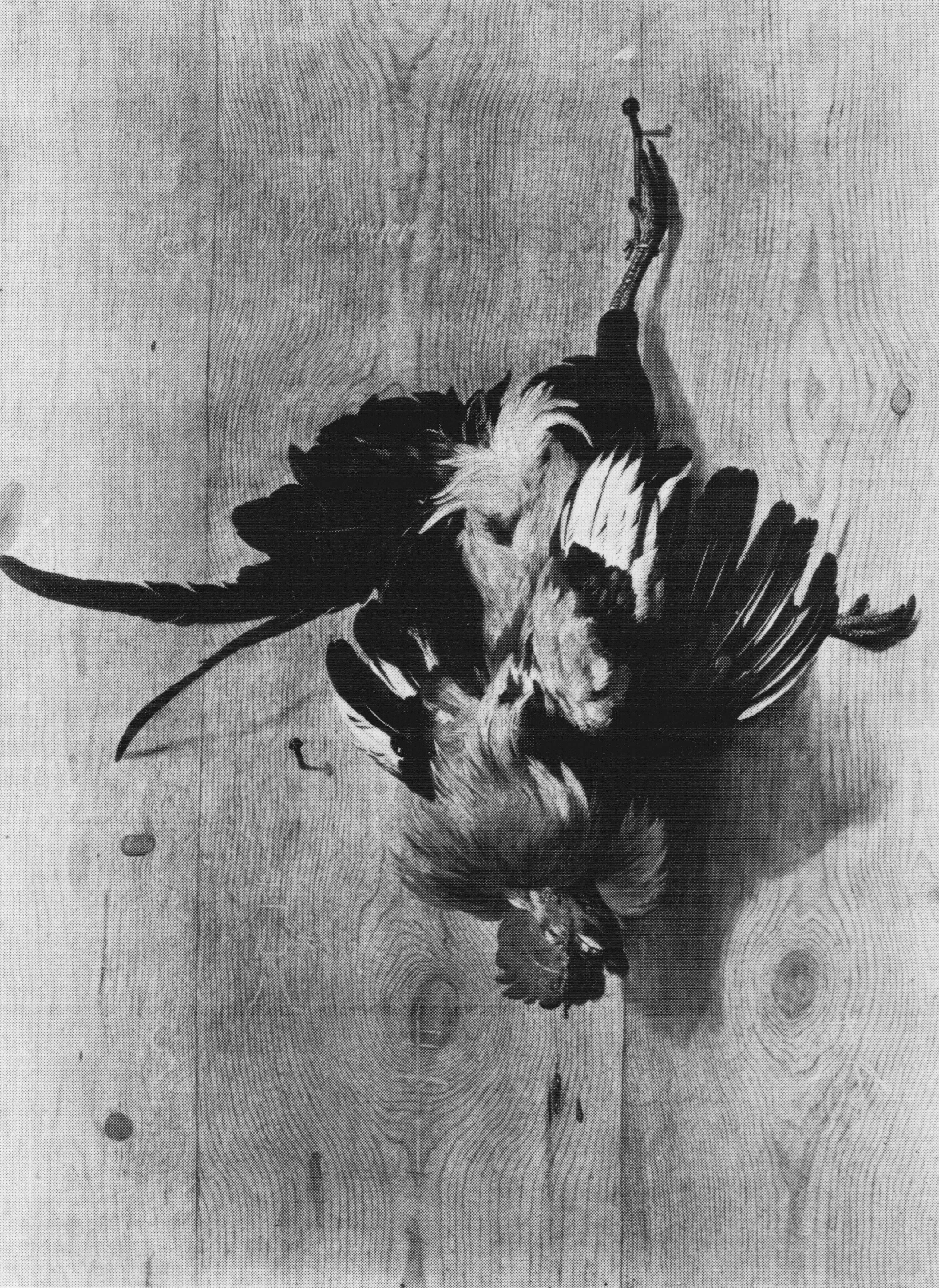
Melchior d'Hondecoeter: Dode haan, hangend aan een spijker
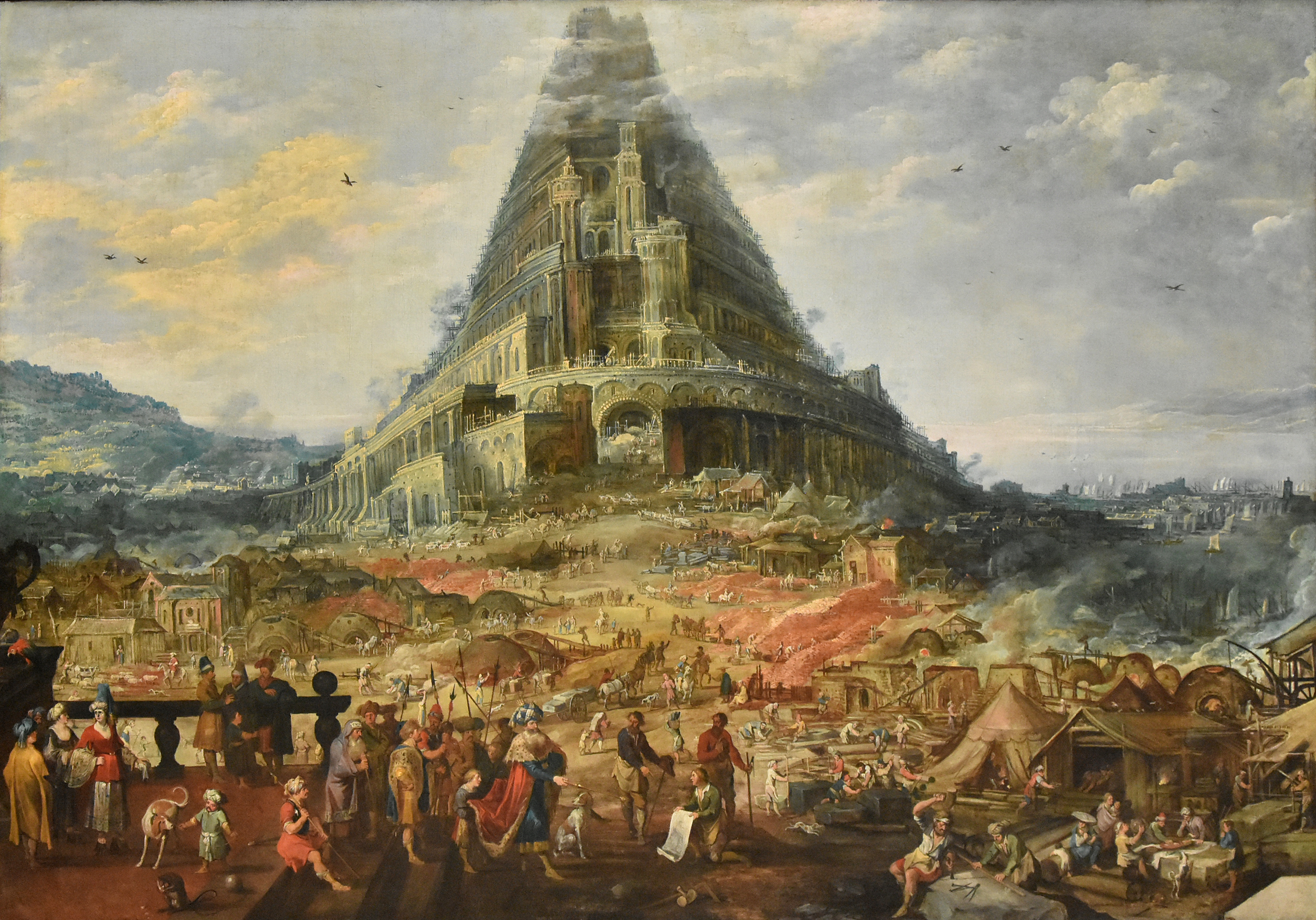
Joos de Momper: Toren van Babel met figuren van Frans Francken (II)
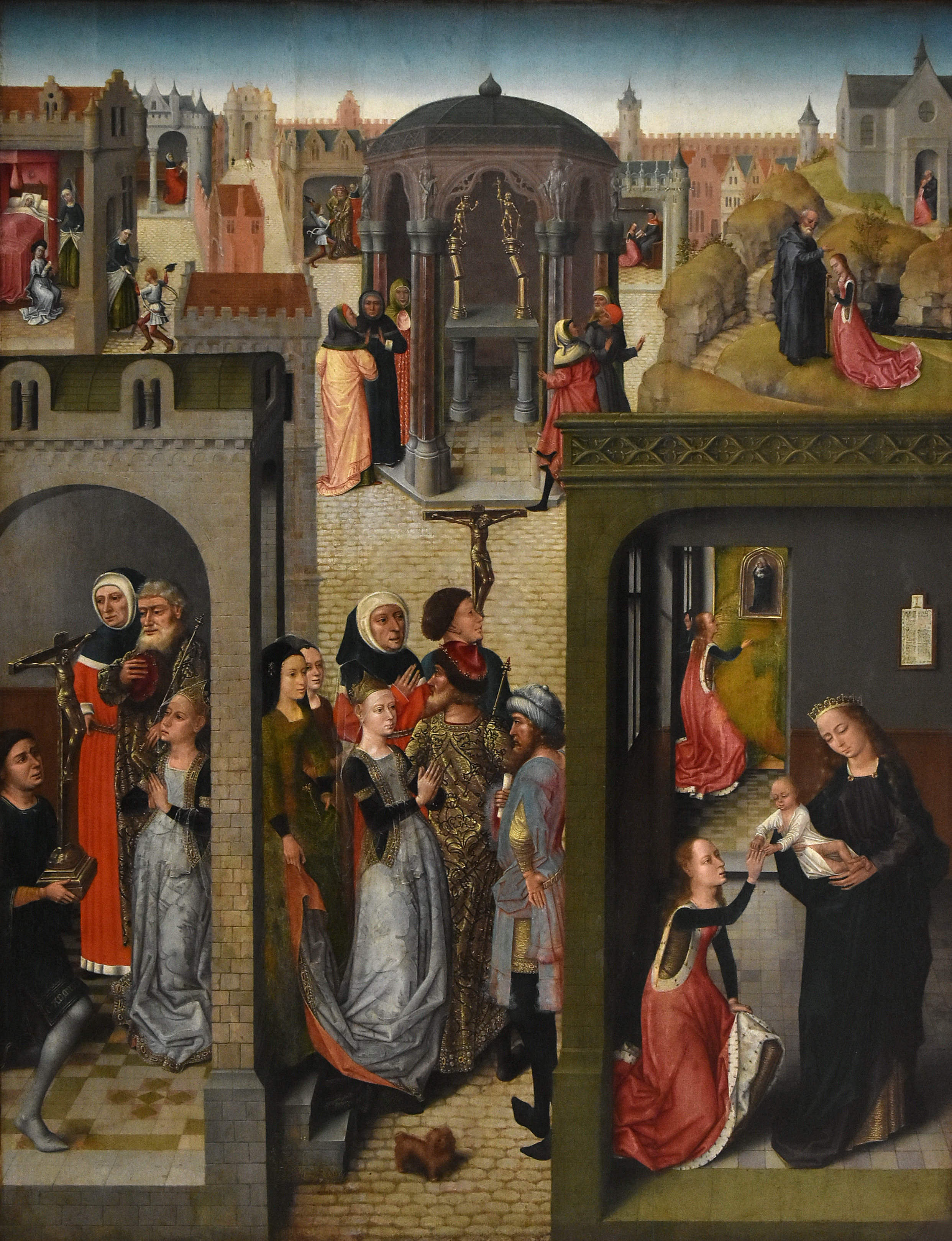
Meester van de Catharinalegende: Episoden uit het leven van de H. Catharina